# Jan Muršak
Jan Muršak (* 20. Januar 1988 in Maribor, SR Slowenien) ist ein slowenischer Eishockeyspieler, der seit Juli 2023 beim österreichischen Klub EC KAC aus der ICE Hockey League unter Vertrag steht und dort auf der Position des rechten Flügelstürmers spielt. Zuvor war Muršak unter anderem für die Detroit Red Wings in der National Hockey League (NHL) sowie in der Kontinentalen Hockey-Liga (KHL) aktiv.

## Karriere
Jan Muršak begann seine Karriere 2002 bei der U18-Nachwuchsmannschaft von HDK Maribor, wo er innerhalb von zwei Jahren in 35 Spielen 89 Scorerpunkte erzielte. Aufgrund seiner guten Leistungen stieg er in der Saison 2003/04 zu den U20-Junioren auf und kam als 15-Jähriger auch in der Profimannschaft von HDK Maribor in der Slovenska hokejska liga zum Einsatz. Im Jahr darauf gehörte Muršak bereits zu den wichtigsten Spielern in der Seniorenmannschaft und kam in 24 Ligaspielen auf 16 Tore und 29 Assists, womit er zweitbester Scorer von HDK Maribor war. Im Sommer 2005 wechselte er zum HC České Budějovice in die tschechische U20-Extraliga und auch dort überzeugte er mit 15 Toren und 15 Vorlagen in 43 Spielen.

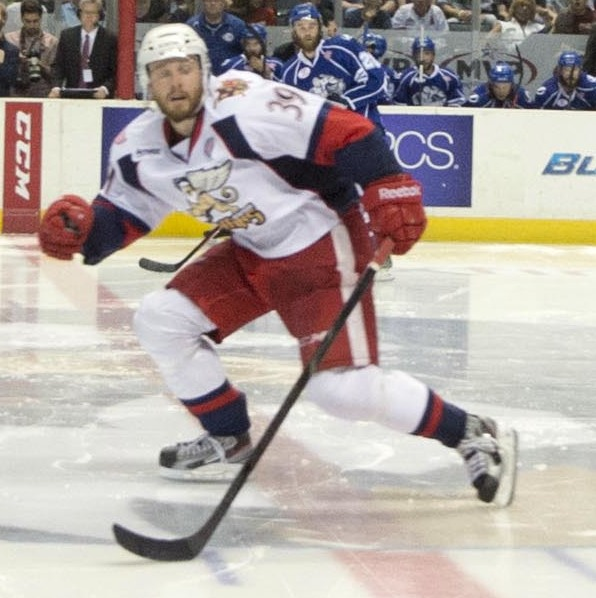
Muršak im Trikot der Grand Rapids Griffins (2013)

Die Detroit Red Wings wählten Muršak im NHL Entry Draft 2006 in der sechsten Runde an der 182. Position. Er wechselte auch kurz nach dem NHL Entry Draft nach Nordamerika, schloss sich aber zuerst dem Saginaw Spirit aus der kanadischen Juniorenliga Ontario Hockey League (OHL) an, der ihn im selben Jahr beim CHL Import Draft in der ersten Runde an 33. Stelle gezogen hatte. Er hatte einen sehr guten Start in die Saison und lag mit 45 Punkten in den ersten 28 Spielen unter den zehn besten Scorern der Liga, ließ aber zum Ende etwas nach und war mit 27 Toren und 53 Assists viertbester Scorer unter den Rookies. Nach dem Ende der OHL-Saison unterschrieb er einen Einstiegsvertrag bei den Detroit Red Wings und kam zu seinen ersten Profieinsätzen in Nordamerika, als er alle sieben Playoffspiele in der American Hockey League (AHL) für die Grand Rapids Griffins, dem Farmteam der Red Wings, bestritt und zwei Torvorlagen beisteuerte. In der Saison 2007/08 kehrte er aber in der OHL zurück und spielte anfangs erneut für Saginaw Spirit, wurde aber im Laufe der Saison innerhalb der Liga zu den Belleville Bulls transferiert, die die reguläre Saison als zweitbestes Team abschlossen. Für Muršak war die Saison im Vergleich zum Vorjahr ein Rückschritt, da er nur 64 Punkte in 57 Spielen holte. Allerdings fand er in den Playoffs wieder zurück zu alter Form und war mit 24 Punkten zweitbester Scorer der Bulls, die zwar das OHL-Finale gegen die Kitchener Rangers verloren, aber trotzdem am Memorial-Cup-Turnier der besten kanadischen Nachwuchsmannschaften teilnehmen durften. Dort trafen sie erneut im Halbfinale auf die Kitchener Rangers und unterlagen deutlich mit 0:9.
Im Herbst 2008 nahm Muršak am Trainingslager der Detroit Red Wings teil und empfahl sich für einen Platz im Kader des Farmteams aus Grand Rapids. Dort hatte er in seiner ersten Profisaison jedoch Schwierigkeiten sich auf die Schnelligkeit und die körperliche Härte einzustellen. Sein offensives Spiel litt darunter und erst im 29. Saisonspiel gelang ihm sein erstes Tor. Aufgrund seiner Schwächen kam er nur unregelmäßig zum Einsatz. In den Spielzeiten 2009/10 und 2010/11 gelang es ihm seine Punktausbeute bei den Grand Rapids Griffins stark zu steigern und Muršak empfahl sich somit für die Aufnahme in den NHL-Kader der Detroit Red Wings, für die er am 27. Dezember 2010 im Spiel gegen die Colorado Avalanche in der NHL debütierte. Während des Lockouts zu Beginn der NHL-Saison 2012/13 spielte Muršak für die HDD Olimpija Ljubljana und erzielte dabei 48 Scorerpunkte in 30 Partien in der österreichischen Erste Bank Eishockey Liga (EBEL). Anschließend kehrte er zu den Griffins zurück, ehe sein Vertrag nach der Saison 2012/13 auslief.
Anschließend wurde der Slowene von Amur Chabarowsk aus der Kontinentalen Hockey-Liga (KHL) verpflichtet, wechselte aber bereits zum Jahreswechsel 2013/14 zum Ligakonkurrenten HK ZSKA Moskau. Dort gehörte er in seinen ersten beiden Jahren zu den Topscorern des Teams, ehe seine Leistungen während der Saison 2016/17 nachließen. Daher erhielt er anschließend keinen neuen Vertrag und wechselte innerhalb der KHL zu Torpedo Nischni Nowgorod, den er bereits zum Jahreswechsel 2017/18 verließ, um sich dem Frölunda HC aus der Svenska Hockeyligan (SHL) anzuschließen. Im April 2018 wechselte er gemeinsam mit Adam Almqvist von Frölunda zum SC Bern in die Schweizer National League. Zur Saison 2020/21 kehrte Muršak zum Frölunda HC zurück, wo er schließlich weitere drei Spielzeiten in der SHL verbrachte. Im Juli 2023 wechselte der Slowene österreichischen Klub EC KAC, der am Spielbetrieb der ICE Hockey League teilnimmt.

### International
Für Slowenien nahm Muršak im Juniorenbereich an den U18-Weltmeisterschaften der Division I 2005 und 2006 sowie den U20-Weltmeisterschaften der Division I 2006, 2007 und 2008 teil. Bei der U20-WM der Division I wurde er 2008 zum besten Stürmer der Gruppe B gewählt. Im Seniorenbereich stand er bislang bei den Weltmeisterschaften der Division I 2010, als er zweitbester Torschütze des Turniers hinter seinem Landsmann Rok Tičar war, und 2014 im Aufgebot seines Landes. Dabei stieg er jeweils mit Slowenien in die Top-Division auf. 2014 wurde er dabei zum besten Stürmer des Turniers gewählt. Bei den Weltmeisterschaften 2015 und 2017 spielte er in der Top-Division. Zudem nahm er an den Olympischen Winterspielen 2014 in Sotschi, wo er mit der slowenischen Mannschaft einen überraschenden siebten Platz errang, sowie der Olympiaqualifikation für die Winterspiele 2018 und den Spiele in Pyeongchang selbst teil.

## Erfolge und Auszeichnungen
- 2007 OHL Second All-Rookie Team
- 2007 OHL All-Academic Team
- 2013 Calder-Cup-Gewinn mit den Grand Rapids Griffins
- 2019 Schweizer Meister mit dem SC Bern

### International
- 2008 Bester Stürmer der U20-Weltmeisterschaft der Division I, Gruppe B
- 2010 Aufstieg in die Top-Division bei der Weltmeisterschaft der Division I, Gruppe B
- 2014 Aufstieg in die Top-Division bei der Weltmeisterschaft der Division I, Gruppe A
- 2014 Bester Stürmer der Weltmeisterschaft der Division I, Gruppe A

## Karrierestatistik
Stand: Ende der Saison 2024/25

### International
Vertrat Slowenien bei:
| - U18-Weltmeisterschaft der Division I 2005 - U20-Weltmeisterschaft der Division I 2006 - U18-Weltmeisterschaft der Division I 2006 - U20-Weltmeisterschaft der Division I 2007 - U20-Weltmeisterschaft der Division I 2008 - Weltmeisterschaft der Division I 2010 | - Olympischen Winterspielen 2014 - Weltmeisterschaft der Division IA 2014 - Weltmeisterschaft 2015 - Qualifikationsturnier für die Olympischen Winterspiele 2018 - Weltmeisterschaft 2017 - Olympischen Winterspielen 2018 |

(Legende zur Spielerstatistik: Sp oder GP = absolvierte Spiele; T oder G = erzielte Tore; V oder A = erzielte Assists; Pkt oder Pts = erzielte Scorerpunkte; SM oder PIM = erhaltene Strafminuten; +/− = Plus/Minus-Bilanz; PP = erzielte Überzahltore; SH = erzielte Unterzahltore; GW = erzielte Siegtore; 1 Play-downs/Relegation; Kursiv: Statistik nicht vollständig)